# بطولة باوليستا 1999
بطولة باوليستا 1999 هو موسم من بطولة باوليستا. كان عدد الأندية المشاركة فيه 16، وفاز فيه نادي كورينثيانز.